# Bahnhof Topčider

Topčider ist ein historischer Bahnhof in Belgrad, der Hauptstadt Serbiens. Der Bahnhof liegt zwischen den Gebirgszügen des Topčidersko brdo und Košutnjak nahe der Mündung der Topčiderska reka in die Save. Im Topčiderer Park unweit der Residenzialkomplexe der ehemaligen Könige von Jugoslawien sowie Titos Belgrader Residenz auf dem Topčidersko brdo gelegen, war er einstmals Empfangsbahnhof  von Staatsgästen. Der Lokschuppen des Plavi voz liegt ebenfalls in Topčider. Nachdem der Bahnhof während der Bombardierung Belgrads im Zweiten Weltkrieg sowie den Kämpfen in der Belgrader Operation zerstört wurde, ist heute nur noch die ehemalige königliche Wartehalle erhalten.
In Kriegszeiten war Topčider wichtiger Mobilisationspunkt, zuletzt im Kosovokrieg 1999. Von hier wurden die Soldaten der Vojska Jugoslavije aus den Großkasernen in Topčider und der Banjice in das Kriegsgebiet mobilisiert. 2018 wurde die Station im Vorfeld der Schließung des Bahnhofs Beograd Glavna renoviert. Hintergrund ist, dass in Topčider Rampen für Militärfahrzeuge bestehen. Diese werden für die Beladung der Autoreisezüge auf der Bahnstrecke Belgrad–Bar benötigt und waren bis dato nur in Beograd Glavna vorhanden.

## Lage

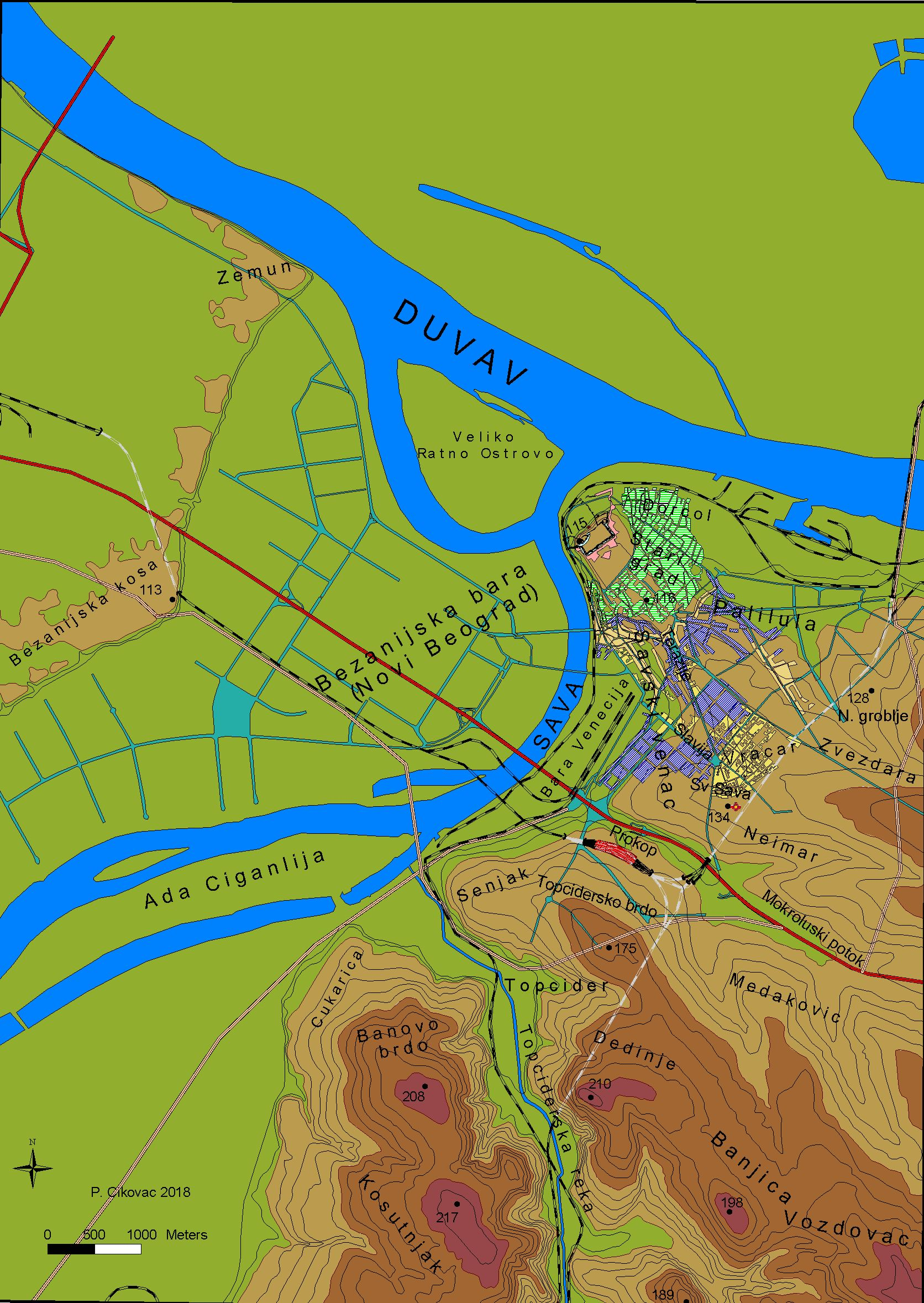
Der Bahnhof Topčider im Stadtgebiet Belgrads

Der Bahnhof liegt etwas außerhalb der Stadt im Bezirk Savski venac. Unmittelbar in einem tiefen Einschnitt des Topčiderer Flusses ist er rechtsseitig des Flussbettes in einer Talweitung mit drei Bahnsteigen errichtet worden. Gleichsam verläuft hierüber die historische Hauptstrecke der serbischen Eisenbahnen, die jedoch seit 1985 durch Untertunnelung des Topčiderer Hügels östlich des Bahnhofs und nur wenige hundert Meter südlich der Abstellgruppe eine Anbindung des Bahnhofs Beograd Centar an die Magistrale zulässt. Somit ist Topčider nicht mehr an das S-Bahn-System des Beovoz angebunden und der Bahnhof liegt nach der Schließung des alten Bahnhofs Beograd am 1. Juli 2018 auch funktional an einer Nebenstrecke. Die Station hat jedoch als Reservebahnhof in der Verladung von Kraftfahrzeugen Bedeutung. Rampen dienen auch einer Verladung von Militärfahrzeugen sowie der Beladung von Autoreisezügen. Ein Ersatz hierfür soll im Bahnhof Zemun gebaut werden, in dem zukünftig die Verladung von Autoreisezügen vorgesehen ist. Zudem liegt in Topčider ein Lokschuppen, der einzig der Unterhaltung des Plavivoz dient.
Direkt oberhalb des Bahnhofs befinden sich auf dem Hügel Dedinje die beiden Schlosskomplexe des Königlichen sowie Weißen Schlosses. Direkt nördlich des Bahnhofs schließt der historische Topčiderer Park mit dem Milošev konak, der Residenz Fürst Miloš Obrenovićs an. Insbesondere zwischen den Weltkriegen sowie unter Tito war Topčider repräsentativer Empfangsbahnhof. Hier war die Garde der königlich-jugoslawischen Armee sowie später der Jugoslawischen Volksarmee bei Empfängen zugegen. Deren ausgedehnte Gardekaserne mit der ehemaligen Garde-Kommandantur (1999 durch die NATO bombardiert, heute durch die Botschaft der Vereinigten Staaten umbaut), liegt ebenfalls am Topčiderer Hügel und wird vom Bahnhof aus direkt über die Gardijska ulica betreten.

## Geschichte
Das ursprüngliche Stationsgebäude wurde 1884 gebaut, unweit des symbolisch ausgewählten Platzes für den ersten Spatenstich für den Bau einer Eisenbahnlinie in Serbien auf der Belgrad-Niš Trasse an der heutigen Mostarska petlja. Als Behelfsbahnhof gebaut, wurde es aufgrund der Abschirmung gegenüber den Artilleriestellungen Österreich-Ungarns am linken Saveufer zu Anfang des Ersten Weltkrieges kurzfristig Hauptbahnhof der Stadt. Der Hauptbahnhof schon in den ersten Tagen schwer beschädigt konnte keine Verlade- und Transportfunktionen gewährleisten, Topčider musste trotz fehlender Infrastruktur (Lokschuppen, Kohleschuppen). Er wurde während des Artilleriebeschusses durch eine Granate beschädigt. Während des Serbienfeldzuges der Mittelmächte wurden die schwersten Kämpfe zwischen Košutnjak und Točider geführt, August von Mackensen ließ dort unmittelbar nach den Kämpfen die Denkmale für die gefallenen deutschen wie serbischen Soldaten errichten.
Bei der Rekonstruktion 1931 wurde die heute als einzige noch erhaltene königliche Wartehalle errichtet. Hier wurden hohe Gäste des Beli Dvor empfangen, der nahe gelegenen Residenz des Jugoslawischen Königs, die 1929 unter König Aleksandar I. gebaut wurde. Im Zweiten Weltkrieg wurde der Bahnhof völlig zerstört. Die königliche Wartehalle blieb erhalten und dient heute als das eigentliche Bahnhofsgebäude. Der Bahnhof war unter Tito Garage des Plavi voz, und Topčider Heimatbahnhof seiner zahlreichen offiziellen Bahnreisen. Nach dessen Tod wurde im Bahnhof eine kleine Ausstellung mit historischen Exponaten eingerichtet. Tito hielt sich selbst privat auf dem Gelände des Bahnhofs auf, indem er im Buffet des Bahnhofs mehrmals unangemeldet vorbeischaute. 1998 war geplant, dass die jugoslawische Delegation in einem Staatszug von Topčider zu den Friedensverhandlungen in Rambouillet fährt. Davon nahm man jedoch im letzten Moment Abstand.
Aufgrund der grundlegenden Rekonstruktion des Belgrader Eisenbahnknotens ist die Relation Beograd Glavna–Topčider nur noch Nebenstrecke. Topčider erfährt jedoch aufgrund seiner Eignung um die Zugläufe Richtung Bar über die dort installierten Auto-Rampen eine vorübergehende Aufwertung. Seit dem 16. Juni 2018 werden alle Autoreisezüge nach Bar von Topčider bedient.
Stand 2025 verkehren keine Personenzüge mehr zum Bahnhof Topčider, auch die Züge nach Bar fahren inzwischen über Beograd Centar nach Zemun.